# Експеримент са малим Албертом
Експеримент са малим Албертом важи за један од најинтригантнијих и етички најупитнијих експеримената. Осмислили су га и спровели Џон Вотсон и Розалин Рајнер 1920. године у Универзитету Џонс Хопкинс.
Експеримент је био истраживање емоционалног условљавања, у којем су аутори желели да покажу да се страхови могу стећи учењем и да нису нужно последица несвесних процеса, како се до тада мислило.
Дечака су Вотсон и Розалин узели из сиротишта када је имао само 9 месеци и назвали га Алберт, а са тестирањем су почели 2 месеца касније. Прво су му показивали различите животиње (пацова, пса, мајмуна..), али дечак није показивао никакав страх, играо се и мазио животиње. Након неколико дана су му поново донели исте животиње, али су производили непријатан звук ударањем чекића сваки пут када би се Алберт приближио животињи. Дете је реаговало на звук плакањем. Од тада Алберт показује страх ка свим животињама која су му показивана, као и ка предметима која подсећају на њих.

## Емоционално условљавање
Емоционално условљавање је облик класичног условљавања, који се везује за Павловљев експеримент са псом. Држао је гладног пса у кавезу и кад год је доносио храну пуштао је одређени звук. Псу је наравно тада “ишла вода на уста”. Поступак је поновио неколико пута, а након понављања пас је лучио пљувачку и при самом звуку, иако није добио храну.  Према Павловљем експерименту основни услов стварања тј. учења условне реакције јесте додир две дражи у времену. 
Емоционално условљавање се може најбоље објаснити у случају малог Алберта.
Главне карактеристике емоционалног условљавања су: 
1. Емоционално условљавање настаје веома брзо
2. Условљена реакција се брзо шири, уопштава (генерализује)
3. Једном стечена условљена реакција се тешко гаси

## Теоријске претпоставке
Вотсон је теоретизовао да ако се стимулус који аутоматски производи одређену емоцију у вама (као што је страх), више пута доживи у истом тренутку као нешто друго, као што је пацов, пацов ће се придружити у вашем мозгу уз страх. Другим речима, на крају ћете постати условљени да се плашите пацова. Он тврди да нисмо рођени да се плашимо пацова, али да се такви страхови науче условљавањем. Ако је теорија коју су развили Вотсон и Морган, тачна, онда мора постојати једноставан метод путем којег се знатно повећава опсег стимуланса који могу изазвати ове емоције и њихове комбинације. Иначе, сложеност у одраслом одговору не би могла бити објашњена. 

## Ток експеримента
Постојало је више спекулација о могућности условљавања разних врста емоционалног одговора, али је фалило доказа који би ту теорију поткрепили, а до којих би се дошло експериментом. Алберт био је изабран за ову студију у доби од девет месеци из болнице у којој је одрастао као сироче, од рођења. Истраживачи и особље болнице су оценили да је здрав, емоционално и физички. Да би се видело да ли се Алберт плашио одређених надражаја, био му је представљен бели пацов, зец, мајмун, пас, маска са и без косе и бела вата. Албертове реакције на ове надражаје пажљиво су упоређене. Алберт је био заинтересован за разне животиње и предмете и желео је да им се приближи и понекад и дохвати, али никада није показао ни најмање страх од било ког од њих. Пошто нису изазвали страх, они се називају неутралним стимулансима.
Следећа фаза експеримента укључивала је одређивање да ли би реакција страха могла бити произведена у Алберту излагањем на гласан шум. Сви људи, а нарочито сва дојенчад, показују реакције страха на гласне, изненадне звуке. Пошто није потребно учење за појаву овог одговора, гласна бука се назива неусловљеним стимулусом. У овој студији, чекићем је ударана челична шипка,  дуга четири метра, која се налазила иза Алберта.Бука га је заплашила и натерала на плач.Овај процес се понављао три пута. Недељу дана касније, пратила се иста процедура. Након укупно седам упаривања буке и пацова, пацов је био представљен само Алберту, без буке. Алберт је реаговао са великим страхом од пацова. Почео је да плаче, окренуо се, ваљао се са једне стране од пацова, и почео да пузи тако брзо да су истраживачи морали журити да га ухвате пре него што је допузао до ивице стола.
Истраживачи су тада желели да утврде да ли ће се овај научени страх пренети и на друге предмете. Психолошки гледано, овај пренос се назива генерализација. Ако је Алберт показао страх према другим сличним објектима, онда се наводи да је учење поновљено. Следеће недеље, Алберт је поново тестиран и још увек се боји пацова. Затим, да би се тестирао за генерализацију, предмет који је сличан пацову (бели зец) је представљен Алберту. Дакле, Алберт се није плашио зеца пре условљавања, и није био условљен да се посебно плаши зеца. Малом Алберту су представљени током дана пас, бела крзнена капа, вата и Вотсонова седа глава. Реаговао је на све ове предмете са страхом.
Да би тестирао ово, неки дан касније, Алберт је одведен у сасвим другу просторију са светлијим осветљењем и са више присутних људи. У овом новом окружењу, Албертове реакције на пацова и зеца су и даље биле уплашене, иако нешто мање интензивне. Коначни тест који су Вотсон и Рајнерова желели да направе је да ли ће Албертов нови научени емоционални одговори и даље трајати. 
Међутим, Алберт је усвојен и требало је да напусти болницу у блиској будућности. Према томе, сва испитивања су прекинута у периоду од 31 дана. На крају овог пута, поново му је представљена маска Деда Мраза, бела крзнена капа, пацов, зец и пас. После месец дана, Алберт се и даље плашио свих ових предмета. Вотсон и његове колеге планирали су да покушају да елиминишу ове страховите реакције код детета, тако што би му поред појаве животиње, пружили безусловни стимулус који би створио осећај радости (чоколада) код Алберта. Међутим, Алберт је напустио болницу на дан када су направљени последњи тестови, и, колико се зна, није било никаквог обнављања.

## Последње примене
Вотсонов чланак из 1920. године наставља да се цитира у истраживањима у широком спектру области, укључујући родитељство и психотерапију. Једна потенцијално вредна студија испитала је изразе емоције лица код деце. Знамо да су изрази лица који одговарају специфичним емоцијама конзистентни међу свим одраслима и различитим културама. Ова студија, међутим, проширила је ово истраживање на то како се таква експресија развија код дојенчади и шта различити изрази значе у врло младој старости. Веће разумевање израза образа беба може бити од велике помоћи у напорима одраслих да комуницирају и брину о бебама.
Аутори су истакли да је њихов циљ у њиховом истраживању био да пруже практичарима основне информације како би им помогли, такође да послужи и родитељима да постану бољи у препознавању експресивних сигнала малишана. Употреба Вотсонових открића у овој студији, омогућила је већу осетљивост и перцепцију у осећањима и потребама дојенчади.
Као што је раније поменуто у овој дискусији, једна емоција, страх, у својој екстремној форми, може изазвати озбиљне негативне последице познате као фобије. Многи психолози верују да су фобије условљени као Албертов страх од крзнених животиња.
Истраживање Вотсона укључено је у многе студије о пореклу и третманима фобија.

## Мали Алберт након експеримента
Са великом вероватноћом се може потврдити да је дечак, познат под псеудонимом мали Алберт, заправо био Даглас Мерит, ванбрачни син Арвиле Мерит, која је радила као неговатељица и дојиља у оближњем Хенријет Лејн Дому за децу са инвалидитетом- педијатријској установи   Универзитета Џонс Хопкинс, која се налазила врло близу Вотсонове лабораторије. Даглас је рођен 9. марта 1919. и скоро целу своју прву годину је провео у истом том „Хенријет Лејн“ дому.
Постоје подаци о томе да је мајка добила 1 долар за учешће свог сина у експерименту, али изгледа да није знала из чега ће се он заправо састојати. Зна се да се, убрзо након што је Вотсон спровео експеримент, мајка одселила повевши дете са собом.
На основу њеног девојачког презимена (Ајронс) које је користила када се касније поново удала, успели су да ступе у контакт са потомцима и дошли до још података. Умрла је 1988.године (када је имала 89.година), а на њеном тавану је пронађена слика дечака (која је касније послата ФБИ-ју на анализу).
Судбина малог Дагласа је, међутим, била тужна. Убрзо након што је са мајком напустио дом у коме је провео скоро читаву годину, озбиљно се разболео од хидроцефалије (нагомилане течности у лобањи) и умро са 6 година, 10. маја 1925. године. Сахрањен је на гробљу Локуст Гроув (недалеко од места где ће и она бити сахрањена много година касније).